# Diocesi di Timida Regia
La diocesi di Timida Regia (in latino Dioecesis Thimidorum Regiorum) è una sede soppressa e sede titolare della Chiesa cattolica.

## Storia
Timida Regia, identificabile con le rovine site nella Valle Meliana nell'odierna Tunisia, è un'antica sede episcopale della provincia romana dell'Africa Proconsolare, suffraganea dell'arcidiocesi di Cartagine.
Due sono i vescovi certi attribuibili a quest'antica diocesi. Fausto prese parte al concilio di Cartagine convocato il 1º settembre 256 da san Cipriano per discutere della questione relativa alla validità del battesimo amministrato dagli eretici, e figura al 58º posto nelle Sententiae episcoporum. Restituto assistette al concilio cartaginese del 525. I vescovi Bennato e Felice, attribuiti da Morcelli a questa sede, appartengono secondo Mesnage alla diocesi di Timida.
Dal 1933 Timida Regia è annoverata tra le sedi vescovili titolari della Chiesa cattolica; dal 24 agosto 2024 il vescovo titolare è Dominique Nguyễn Tuấn Anh, S.A.C., vescovo ausiliare di Xuân Lôc.

## Cronotassi

### Vescovi
- Fausto † (menzionato nel 256)
- Bennato ? † (menzionato nel 484)
- Restituto † (menzionato nel 525)
- Felice ? † (menzionato nel 646)

### Vescovi titolari
- Thomas Pothacamury (Pothakamuri) † (11 gennaio 1968 - 18 maggio 1968 deceduto)
- Lucien-Emile Bardonne † (27 febbraio 1969 - 16 settembre 1973 succeduto vescovo di Châlons)
- Joseph Hubert Hart † (1º luglio 1976 - 25 aprile 1978 nominato vescovo di Cheyenne)
- Jan Walenty Wieczorek † (12 giugno 1981 - 25 marzo 1992 nominato vescovo di Gliwice)
- Dorick McGowan Wright † (12 dicembre 2001 - 18 novembre 2006 nominato vescovo di Belize-Belmopan)
- Florencio Armando Colín Cruz (27 novembre 2008 - 16 febbraio 2019 nominato vescovo di Puerto Escondido)
- Dominique Nguyễn Tuấn Anh, S.A.C., dal 24 agosto 2024